# Kościół Nawiedzenia Najświętszej Maryi Panny w Konstantynowie Łódzkim
Kościół Nawiedzenia Najświętszej Maryi Panny – katolicka świątynia parafialna położona w Konstantynowie Łódzkim, w dzielnicy Srebrna.
Kościół został wybudowany w 1887 r., według projektu architekta Ignacego Markiewicza, w stylu neogotyckim z elementami neoromańskimi. Konsekracji dokonał arcybiskup warszawski Teofil Chościak Popiel w 1890 r. W 2004 r. miała miejsce przebudowa i powiększenie kościoła.